# Inmigración letona en Chile
La inmigración letona en Chile corresponde al movimiento migratorio internacional e intercontinental de ciudadanos de nacionalidad letona o nacidos en la República de Letonia, un país báltico, hacia el actual territorio de la República de Chile. 

## Historia
Históricamente, el flujo migratorio de los habitantes de la actual Letonia hacia Chile ha sido bajo, en comparación con otros países europeos, y estadísticamente complejo de contabilizar, puesto a que la mayoría que emigró durante los siglos XIX y XX, lo hizo en un comienzo con sus pasaportes del Imperio ruso hasta 1917, para luego registrarse con sus documentos de la Unión Soviética a partir de 1940, cuando se proclamó la República Socialista Soviética de Letonia hasta 1990, tras la disolución de la URSS. Consecuentemente, los inmigrantes letones fueron registrados en los censos chilenos como ciudadanos rusos y, posteriormente, como soviéticos. 
En 2023, una carta exhorto internacional enviada por tribunales de Bielorrusia a la Fiscalía Nacional de Chile, solicitó la búsqueda dentro del territorio nacional chileno para dar con el paradero de al menos seis militares de la Legión Letona de las SS, vivos o ya fallecidos, quienes son perseguidos por crímenes de guerra y lesa humanidad. De acuerdo a un testimonio de una víctima y testigo, aseguró que habían escapado hacia Chile al término de la Segunda Guerra Mundial.
En 2024, se estimaban alrededor de unos 30 personas nacidas en Letonia residiendo en Chile, de forma temporal o permanente. La mayoría de ellas emigró luego de contraer matrimonio con un ciudadano chileno.

## Personas destacadas
- Lola Hoffmann (1904-1988), académica, fisióloga y psiquiatra.
- Armands Abols (n. 1973), pianista.
- Juris Laipenieks (n.1940), atleta.
- Sandra Rozenberga-Saavedra, pastora luterana de la Iglesia Evangélica Luterana La Trinidad.[3]